# Brazil labdarúgócsapatok listája
Ez a brazil labdarúgócsapatok listája.
Ez a lista csak a labdarúgóklubokat tartalmazza, az amerikai futballt, a rögbit és egyéb hasonló sportok csapatait nem.
A brazil labdarúgást a CBF (Confederação Brasileira de Futebol vagy Brazil labdarúgó-szövetség) irányítja.
Brazíliában két fajta bajnoki rendszer működik. Az országos labdarúgó bajnokság a Brasileirão, valamint a 26 szövetségi állam és a szövetségi kerület által létrehozott állami bajnokságok.
A világ többi klubjának listája itt érhető el.

Tartalomjegyzék: 
| Ábécé szerinti tartalomjegyzék                      |
| --------------------------------------------------- |
| A B C D E F G H I J K L M N O P Q R S T U V W X Y Z |

egyéb

## A
- ABC Natal
- Atlético Acreano
- Águia de Marabá FC
- América de Natal (RN)
- América Mineiro
- AA Anapolina
- AS Arapiraquense
- Atlético Goianiense
- Atlético Mineiro
- Athletico Paranaense
- Avaí FC

## B
- EC Bahia
- Bangu AC
- ACEC Baraúnas
- Grêmio Barueri
- Boa EC
- Boavista SC
- Botafogo FC (PB)
- Botafogo FR
- CA Bragantino
- Brasil de Pelotas
- Brasiliense FC

## C
- AD Cabofriense
- Campinense Clube
- SER Caxias do Sul
- Ceará SC
- Central SC Caruaru
- AF Chapecoense
- AD Confiança
- Corinthians
- Coritiba FBC
- AA Coruripe
- Clube de Regatas Brasil
- Criciúma EC
- Cruzeiro EC
- Cuiabá EC

## E
- Estrela do Norte FC

## F
- Figueirense FC
- CR Flamengo
- Fluminense FC
- Fortaleza EC

## G
- Genus de Porto Velho
- Globo FC
- Goianésia EC
- Goiás EC
- Grêmio Foot-Ball Porto Alegrense
- Guarani de Palhoça
- Guarani FC
- Guarany de Sobral
- Guaratinguetá Futebol

## I
- ADRC Icasa
- Intenacional Porto Alegre
- Interporto FC
- Ipatinga FC
- Itaporã FC
- Ituano FC

## J
- EC Jacuipense
- Joinville EC
- EC Juventude

## L
- Londrina EC
- Luverdense EC
- AA Luziânia

## M
- Macaé EFC
- Madureira EC
- Maringá FC
- Metropolitano
- Mogi Mirim EC
- Moto Club de São Luís

## N
- Náutico Capibaribe (PE)

## O
- Oeste FC
- Operário FC (MT)

## P
- Palmeiras
- Paraná Clube
- Paysandu SC
- AA Ponte Preta
- Atlético do Porto
- AD Portuguesa
- Princesa do Solimões EC

## R
- Clube do Remo
- Rio Branco (AC)
- Ríver AC (PI)

## S
- Salgueiro AC
- Sampaio Corrêa FC
- Santa Cruz FC (PE)
- Santos FC
- Santos FC (AP)
- São Paulo FC
- São Raimundo EC (AM)
- São Raimundo EC (PA)
- São Raimundo EC (RR)
- Sport Club do Recife

## T
- Tombense FC
- Tupi FC

## V
- Vasco da Gama
- Vila Nova FC
- Villa Nova AC
- EC Vitória
- ECPP Vitória da Conquista